# ジョン・リグビー (数学者)
ジョン・フランクランド・リグビー（英: John Frankland Rigby、1933年4月22日 - 2014年12月29日
）は、イギリスの数学者、（ウェールズ大学の一部だった時代以前からの）カーディフ大学の学者。
幾何学の分野で活躍し、数学と装飾芸術の関係の権威であった。1989年から1996年の間は、数学協会の全国長官を務めた。

## 生い立ち

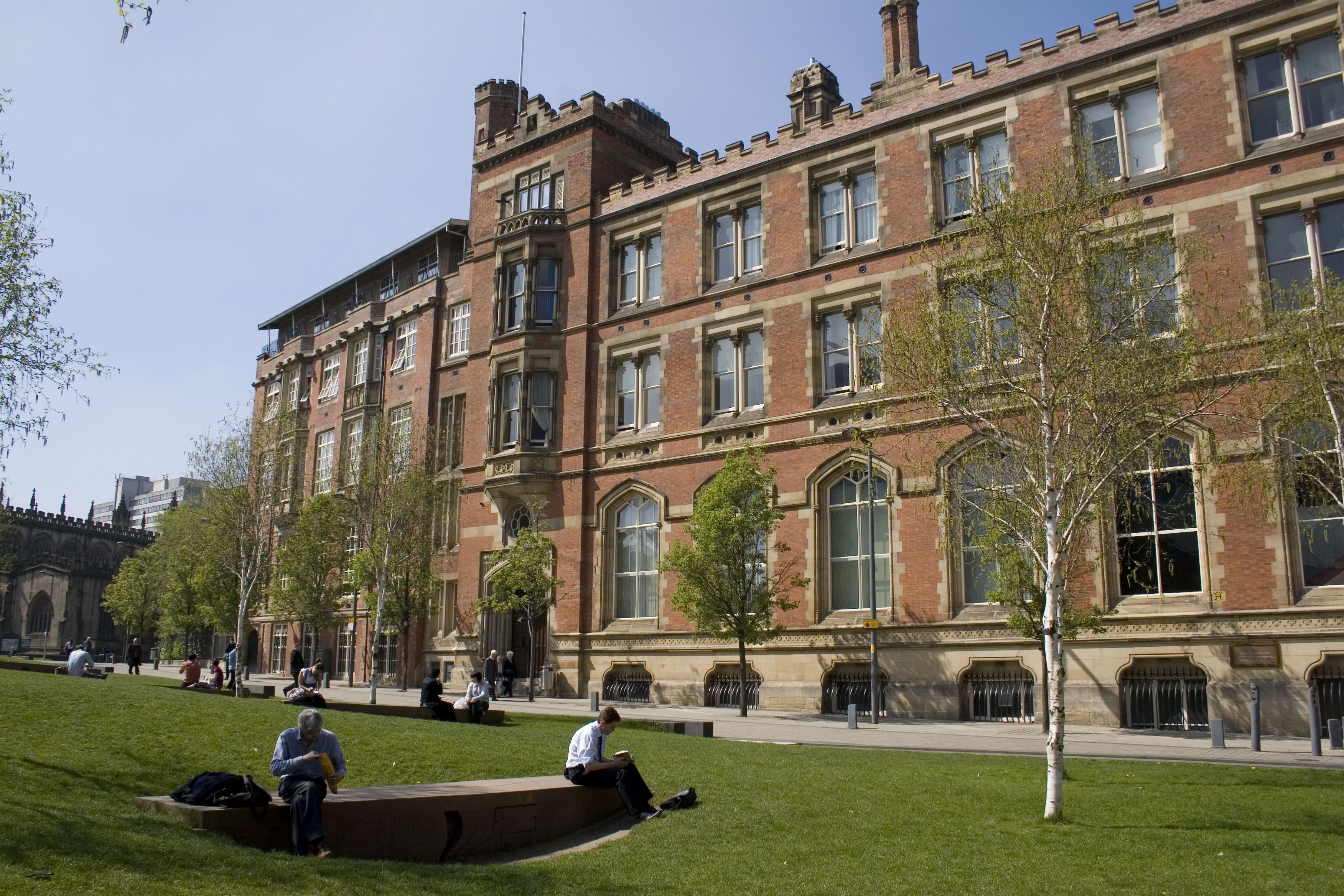
マンチェスター・グラマースクール

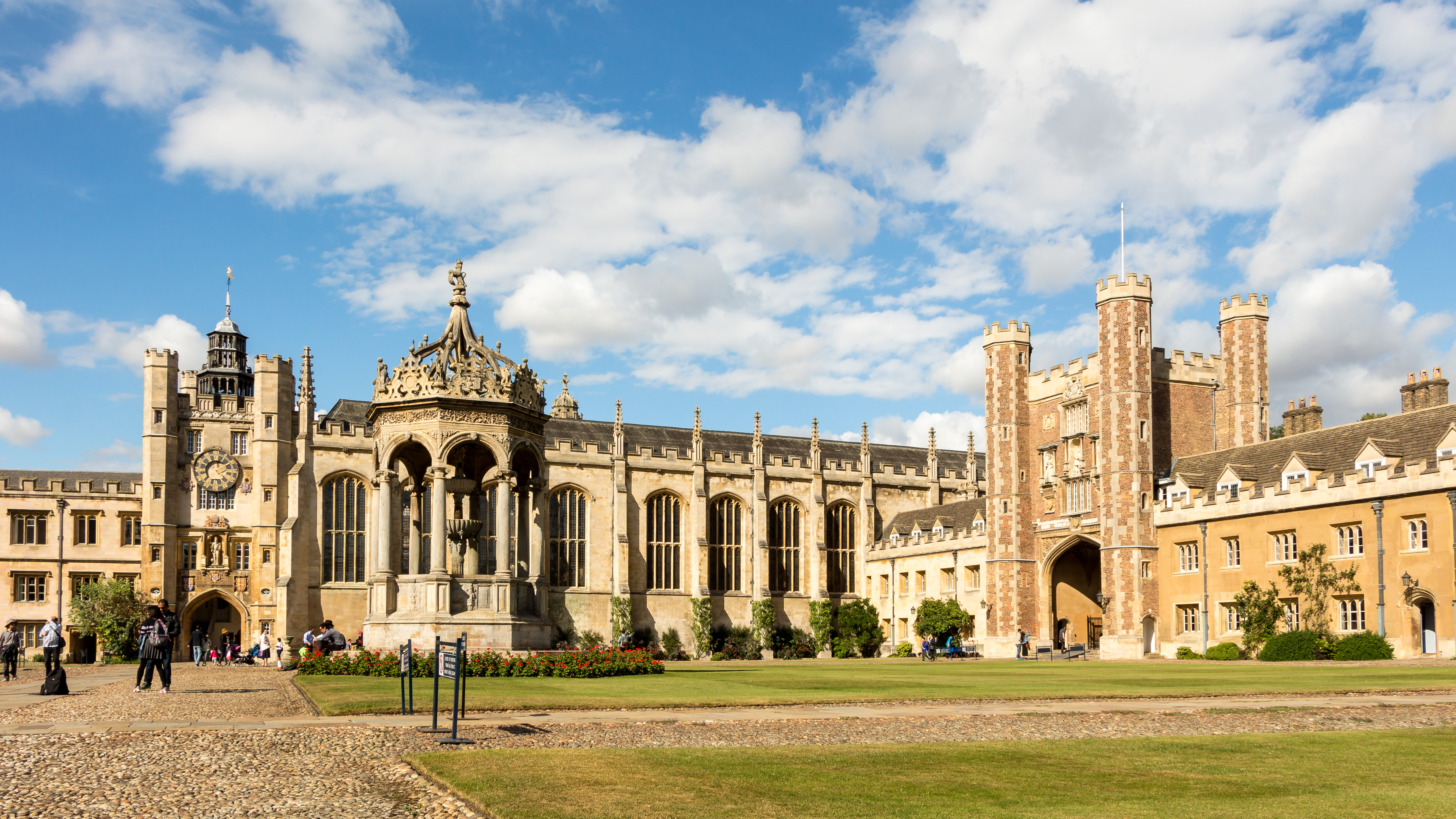
ケンブリッジ大学、トリニティ・カレッジ

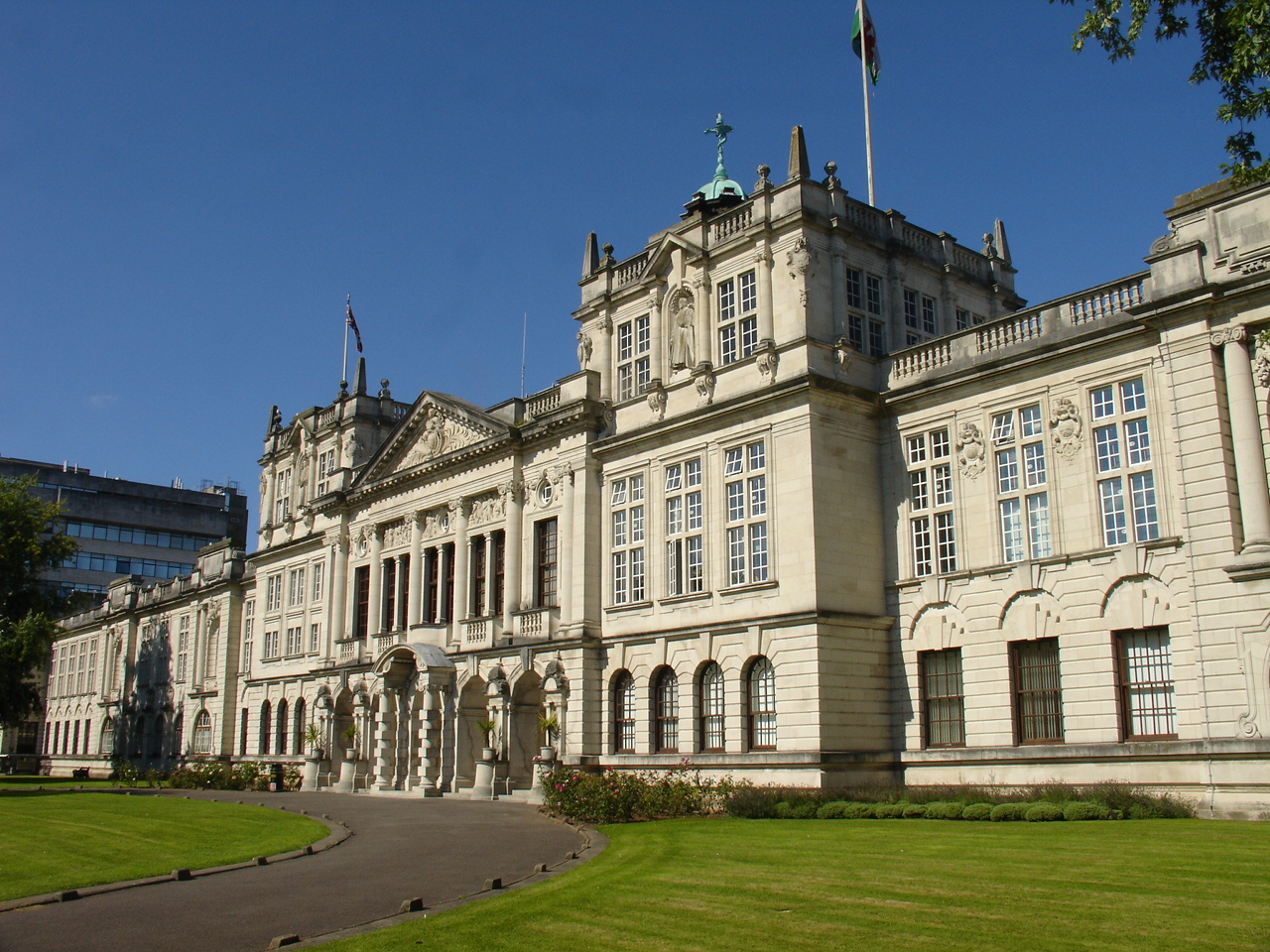
カーディフ大学本館

1933年、現在はグレーター・マンチェスターの一部であるランカシャーのボルトン自治郡で、1931年ボルトンで結婚したフレッド・フランクランド・リグビー（Fred Frankland Rigby）とベッシー・M・ハドキンソン（Bessie M. Hodkinson）夫妻の息子として生まれた。マンチェスター・グラマースクールで教育を受け、ケンブリッジ大学のトリニティ・カレッジで学士号を取得した。トリニティ・カレッジで博士研究を続け、1958年にフィリップ・ホールの監督の下で博士論文『Theory of Finite Linear Groups』を完成させた。 この論文を完成させる間に、リグビーは政府通信本部で職を得ている。

## 経歴
1959年、リグビーは最初の学者職として、カーディフのサウス・ウェールズ大学数学校の講師に抜擢された。1996年にこの役職から身を引いたものの、幾年間パートタイムで職を続けていた。リグビーは自身のキャリアのなかで、ユークリッド幾何学に関する論文を多く発表した。また、数学と装飾芸術、特にケルト芸術やアラブの幾何学模様のインターフェイスの第一人者で、和算の幾何学にも興味を示していた。彼は、トルコや日本、フィリピン、シンガポール、カナダなどの大学を訪問していた。

リグビーは、黒板に複雑な共線と完璧な円を描いて複素解析の講演を行った。彼は、 "magnificently accurate diagrams"（著しく正確な図）を書くことができた。彼は、数学協会の活発的な会員であった。1970年代は数学協会のカーディフ支部長を、1989年から1996年までは全国長官を務め、会議では自身の数学の成果を発表したこともあった。リグビーは度々Mathematical Gazetteで提起された問題に解をもたらしていた。死亡記事では、リグビーの研究論文について、次のように述べている。
"distinguished by their precision, concise style, and freedom from jargon".
ブランコ・グレンバウムとともに、リグビーはグレンバウム–リグビー配置を実現した。リグビーによって発見された定理における点はロス・ホンスバーガーによって"the Rigby point"と名付けられている。 アドリアン・オールドノウ（Adrian Oldknow）はソディ三角形と関連している、ソディ線上のある2点を"inner and outer Rigby points"と名付けた。
退職後リグビーはパーキンソン病に悩まされ始めたが、依然として国際会議に必要とされていた。友ジェームズ・ウィーゴールドとともに、カーディフ大学の第6学年級の数学クラブの責任者を務め、カーディフ高等学校、ランダフ聖堂学校、ハウエル学校やモンマスの学校の学生を引きつけた。会議の参加者は欠点のない問題の解法を提供しただろうが、リグビーはよりエレファントな解法を示して、観衆に感嘆し息を呑ませただろう（"would produce far more elegant ones, drawing gasps of admiration from the audience"）。

## 私生活
リグビーはランダフ大聖堂聖歌隊で歌い、聖歌隊のために歌を書いていた。芸術への数学的興味から、 彼は独自の模様とデザインを創り、クリスマスカードに変えた。これをひざぶとんに刺繍する人もいた。また、フォークダンス会にも所属して、湖水地方などでのランブリングを楽しむこともあった。
2014年12月29日、リグビーはウェールズ大学病院で没した。享年81。葬儀は、2015年1月13日に行われ、聖職者はウェールズ大司教でカーディフの首席司祭のバリー・モーガンが務めた。没時に住んでいた場所は、5, Cathedral Court, Cathedral Green, Llandaff, Cardiff。

## 主な出版物
- J. F. Rigby, "A Concentrated Dose of Old-Fashioned Geometry" in The Mathematical Gazette 57, 402 (December 1973) 296–298
- J. F. Rigby, "On the Money–Coutts Configuration of Nine Anti-Tangent Cycles" in Proceedings of the London Mathematical Society, 43 (Series 3), 1 (July 1981) 110–132, here
- J. F. Rigby, "The geometry of cycles, and generalized Laguerre inversion" in C. Davis, B. Grünbaum, F. A. Sherk, The Coxeter Festschrift (Berlin: Springer, 1981), 355–378
- J. F. Rigby, "The three circle theorem" in Mathematics Magazine 55 (1982), 312
- John Rigby, "Napoleon revisited," in Journal of Geometry 33 (1988), 126–146
- Branko Grünbaum（英語版）, J. F. Rigby, "The real configuration (214)" in Journal of the London Mathematical Society 41 (Series 2) (1990), 336–346, here
- John F. Rigby, "Tritangent centres, Pascal's theorem and Thebault's problem" in Journal of Geometry (November 1995) 54:134 here
- John F. Rigby, "Brief notes on some forgotten geometrical theorems" in Mathematics and Informatics Quarterly 7 (1997) 156–158
- J. F. Rigby, "Precise Colourings of Regular Triangular Tilings" in The Mathematical Intelligencer (1998) 20:4 here